# The Best – Komu więcej, komu mniej
The Best – Komu więcej, komu mniej – album kompilacyjny Izabeli Trojanowskiej, wydany 22 maja 2006 roku, nakładem wydawnictwa MTJ Agencja Artystyczna. Foto: Piotr Kosiński. Projekt graficzny: Anna Stępniak.

## Lista utworów
Źródło:.
1. „Nic za nic” – 4:30
2. „I stało się” – 3:51
3. „Pieśń o cegle 2006” – 3:45
4. „Independence Day” – 4:46
5. „Wszystko czego dziś chcę 2006” – 3:52
6. „Na bohaterów popyt minął” – 4:21
7. „Karmazynowa noc (usta, usta) 2006” – 2:50
8. „Brylanty” – 3:35
9. „Nareszcie czuję” – 4:24
10. „Put Your Back To It” – 5:20
11. „Pytanie o siebie” – 4:06
12. „Komu więcej, komu mniej” – 3:42
13. „Więcej niż życie” – 2:43
14. „Tydzień łez” – 4:35
15. „Golden Soldiers” – 3:43
16. „Jestem twoim grzechem 2006” – 4:28
17. „Sobie na złość” – 3:44
18. „Tyle samo prawd ile kłamstw 2006” – 3:42
19. „Liczy się tylko czas” – 3:49